# Guraleus wilesianus
Guraleus wilesianus é uma espécie de gastrópode do gênero Guraleus, pertencente a família Mangeliidae.